# Ludia arida
Ludia arida är en fjärilsart som beskrevs av Jordan 1938. Ludia arida ingår i släktet Ludia och familjen påfågelsspinnare. Inga underarter finns listade i Catalogue of Life.